# Habronestes macedonensis
Habronestes macedonensis là một loài nhện trong họ Zodariidae.
Loài này thuộc chi Habronestes. Habronestes macedonensis được Henry Roughton Hogg miêu tả năm 1900.